# Tourisme en République dominicaine

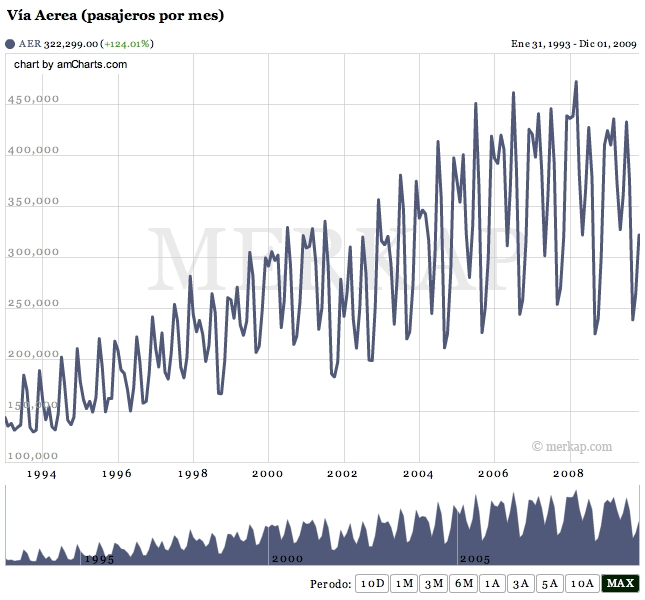
Nombre d'arrivé par année en République Dominicaine

Le tourisme est un secteur important pour l'économie de la République dominicaine. Avec plus de 6 millions de touristes chaque année, c'est la destination de tourisme la plus populaire de la région caribéenne et entre dans le top 5 dans toute l'Amérique. Ce marché représente 11,6 % du PIB du pays et est l'une des sources de revenu la plus importante du pays en particulier sur les zones côtières. Le climat du pays est tropical, les plages sont composées de sable blanc, de nombreux paysages montagneux et une histoire coloniale qui attire les visiteurs du monde entier,. En tant que l'un des pays les plus diversifiés géographiquement de la région, la République dominicaine abrite le plus haut sommet montagneux des Caraïbes, Pico Duarte et le plus grand lac à la plus basse altitude, le lac Enriquillo. Le pays est aussi le site des premiers châteaux, cathédrales, monastère et forteresse construits par les Américains, tous situés à Saint-Domingue dans la Zone coloniale de la ville, reconnu patrimoine mondial par l'Unesco.

## Statistiques
Les nombreux touristes arrivant en République Dominicaine, viennent de ces différents pays :  
| Pays        | 2017      | 2016      | 2015      | 2014      | 2013      |
| ----------- | --------- | --------- | --------- | --------- | --------- |
| États-Unis  | 2 073 963 | 2 085 186 | 2 001 909 | 1 784 486 | 1 587 404 |
| Canada      | 827,721   | 768,486   | 745,860   | 706,394   | 684,071   |
| Allemagne   | 265,709   | 259,133   | 247,613   | 230,733   | 214,151   |
| Russie      | 245,346   | 136,249   | 71,572    | 180,821   | 188,110   |
| France      | 221,492   | 232,024   | 227,483   | 229,678   | 232,754   |
| Argentine   | 182,170   | 137,642   | 133,888   | 112,489   | 107,305   |
| Espagne     | 177,993   | 169,760   | 172,245   | 150,859   | 142,207   |
| Royaume-Uni | 177,534   | 165,111   | 142,083   | 126,563   | 108,236   |
| Porto Rico  | 111,095   | 121,131   | 115,084   | 103,891   | 74,580    |
| Venezuela   | 109,734   | 170,713   | 167,176   | 112,854   | 75,173    |
| Colombie    | 103,444   | -         | -         | -         | -         |
| Total       | 5 354 017 | 5 178 050 | 4 872 319 | 4 511 062 | 4 117 493 |